# Fallen (Geologie)

Schematische Darstellung der Parameter, die die Lage einer „geologischen Fläche“ (Planar) im Raum definieren:
rot = zu definierende Fläche,
blau = Horizontalebene als Kompassrose,
grün = Fläche senkrecht zur Horizontalebene entlang der Nord-Süd-Achse;
F = Fallrichtung (in der Horizontalebene),
φ = Fallwinkel,
Z = Streichrichtung,
z = Streichlinie,
σ = Streichwinkel.

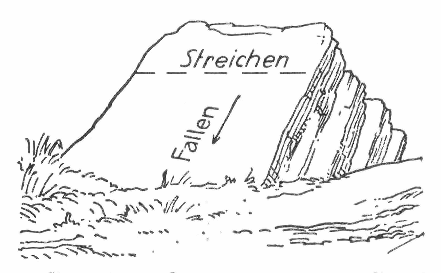
Streichen und Fallen stehen stets senkrecht zueinander. Illustration an einer geneigten Schichtfläche

Als Fallen oder Einfallen bezeichnet man in der Geologie den Betrag und die Orientierung der Neigung einer geologischen Fläche (z. B. einer Schichtfläche). Das Fallen ermöglicht mithin die eindeutige Beschreibung der Orientierung einer geologischen Fläche im Raum.
Mit dem Fallen in engem geometrischen Zusammenhang steht das Streichen, das aber nicht nur die Raumlage geologischer Flächen beschreibt, sondern auch die Raumlage langgestreckter, ggf. komplexer Gebirgskörper.

## Definition
Beim Fallen werden unterschieden:
- Fallwinkel: der Winkel zwischen der Horizontalebene und der steilsten Linie (Falllinie), die auf einem Planar angebracht werden kann. Der Fallwinkel definiert damit die Neigung des Planars.
- Fallrichtung: die Richtung, in welche die Falllinie zeigt, wenn sie in die Horizontalebene projiziert wird. Die Fallrichtung gibt an, in welche Richtung das Planar gekippt ist (ausgehend von einer ursprünglich horizontalen Position), und liegt immer senkrecht zum Streichen.

Zusammen mit der Streich- bzw. Fallrichtung ist durch den Fallwinkel die räumliche Orientierung eines beliebigen Planars eindeutig festgelegt.
Eine exakt horizontale (söhlig liegende) Fläche hat
- einen Fallwinkel von 0 Grad und
- damit keine Fall- und folglich auch keine Streichrichtung.

Eine exakt senkrechte (saiger stehende) Fläche hat
- einen Fallwinkel von 90 Grad,
- eine eindeutige Streichrichtung (± 90 Grad), aber keine eindeutige Fallrichtung.

### Notation

#### Traditionelle geologische Notation
Eine Angabe wie „035/20SE“ bedeutet, dass
- der Fallwinkel der geologischen Fläche 20 Grad beträgt und
- die Fallrichtung Südost ist;
- die Streichrichtung den Wert „035“ hat, der indirekt auch die exakte Fallrichtung angibt:
  - bei Fallrichtung SE: 35 Grad + 90 Grad = 125 Grad
  - bei Fallrichtung NW: 35 Grad – 90 Grad → 360 Grad – 55 Grad = 305 Grad.

(Die Richtungswinkel gelten auf der horizontalen Kompassrose. Dort entspricht Nord 0° bzw. 360°, und positive Winkel laufen im Uhrzeigersinn.)

#### Clar-Notation
Eine neuere Form der Notation ist die Clar-Notation (nach Eberhard Clar). Sie beinhaltet die numerischen Werte von Fallrichtung und Fallwinkel und würde im obigen Fall mit 125/20 angegeben.

## Messung
Ein geeignetes Instrument zum Messen des Streichens und Fallens ist der Gefüge- oder Geologenkompass. Der Fallwinkel wird dabei an einer Skale abgelesen, die sich am Scharnier zwischen dem Kompasskörper und dem Kompassdeckel befindet.
Historisch wurde das Fallen u. a. mit einem Stratameter bestimmt.

## Scheinbares und wahres Fallen

Scheinbares und wahres Fallen: Die betreffende geologische Fläche ist grün eingezeichnet. α ist der wahre Fallwinkel, denn die Profillinie a verläuft 90° zum Streichen. α′ ist ein scheinbarer Fallwinkel, denn der Winkel β ist kleiner als 90°.

In einem geologischen Profilschnitt unterscheidet man das in der Profilebene beobachtete scheinbare Fallen vom wahren oder wirklichen Fallen, wenn die Profilebene nicht genau senkrecht zum Streichen bzw. parallel zur Falllinie verläuft.
Wahrer Einfallswinkel, scheinbarer Einfallswinkel und Profilwinkel (horizontaler Winkel zwischen dem Streichen und der Profillinie) stehen in trigonometrischem Zusammenhang – sind zwei der Winkel gegeben, so lässt sich der dritte berechnen. Sei β der Profilwinkel, α′ das scheinbare Fallen und α das wahre Fallen, dann gilt:
| {\displaystyle \tan \alpha '={\frac {g}{a'}}} | (1) |

| {\displaystyle \tan \alpha ={\frac {g}{a}}} | (2) |

und
| {\displaystyle \sin \beta ={\frac {a}{a'}}} | (3) |

Aus (1) und (2) folgt:
| {\displaystyle \tan \alpha '={\frac {a}{a'}}\tan \alpha } | (4) |

Durch Einsetzen von (3) in (4) ergibt sich
| {\displaystyle \tan \alpha '=\sin \beta \cdot \tan \alpha } |

Neben der Berechnung mit dem Taschenrechner oder Computer kann der gesuchte Wert unter Anwendung verschiedener nicht-elektronischer Rechenhilfsmittel ermittelt werden: Durch zeichnerische Konstruktion, durch Konstruktion im Schmidtschen Netz oder durch Ablesen aus hierfür entwickelten Nomogrammen.